# Снелдерс, Тео
Теодорус Герардус Антониус Снелдерс (нидерл. Theodorus Antonius Gerardus "Theo" Snelders; род. 7 декабря 1963, Вестерворт, Гелдерланд) — нидерландский футболист, вратарь известный по выступлениям за «Абердин», «Твенте» и сборную Нидерландов. Участник Чемпионата мира 1994 в США.

## Клубная карьера
Снелдерс воспитанник клуба «Твенте». В 1980 году он дебютировал за команду в Эредивизи. Тео провёл в «Твенте» 8 сезонов и принял участие более, чем в 100 матчах. В 1988 году Снелдерс перешёл в шотландский «Абердин», где искали замену ушедшему Джиму Лейтону. Тео сразу завоевал место в основе и по окончании сезона был признан Лучшим футболистом Шотландии. В следующем сезоне он помог «Абредину» выиграть Кубок Шотландии. На протяжении всего поединка Снелдерс отбивал атаки «Селтика», а в серии пенальти отразил удар Антона Рогена, став героем финала. Своей уверенной игрой Тео заслужил в 1996 году приглашение в «Рейнджерс». В новом клубе он был подопечным легенды «рейнджеров» Энди Горама и за три года появился на поле лишь в 13 встречах. В 1999 году Снелдерс вернулся на родину, где ещё два сезона отыграл за МВВ Мастрихт. В 2001 году он завершил карьеру.

## Международная карьера
22 марта 1989 года в матче против сборной СССР Снелдерс дебютировал за сборную Нидерландов. Это была его единственная игра за национальную команду. В 1994 году он был включен в заявку на Чемпионат мира в США, но на турнире был лишь третьим вратарём и на поле не вышел.

### Матчи Снелдерса за сборную Нидерландов
| Матчи Снелдерса за сборную Нидерландов | Матчи Снелдерса за сборную Нидерландов | Матчи Снелдерса за сборную Нидерландов | Матчи Снелдерса за сборную Нидерландов | Матчи Снелдерса за сборную Нидерландов | Матчи Снелдерса за сборную Нидерландов |
| -------------------------------------- | -------------------------------------- | -------------------------------------- | -------------------------------------- | -------------------------------------- | -------------------------------------- |
| №                                      | Дата                                   | Соперник                               | Счёт                                   | Пропущено голов                        | Соревнование                           |
| 1                                      | 22 марта 1989                          | СССР                                   | 2:0                                    | —                                      | Товарищеский матч                      |

Итого: 1 матч / пропущено 0 голов; 1 победа, 0 ничьих, 0 поражений.

## Достижения
«Абердин»
- Обладатель Кубка Шотландии — 1989/90